# درک آندروود
درک آندروود (انگلیسی: Derek Underwood; ۸ ژوئن ۱۹۴۵ – ۱۵ آوریل ۲۰۲۴) بازیکن کریکت اهل بریتانیا بود. وی در دوران بازنشستگی و در سال ۲۰۰۸ مدیریت باشگاه کریکت ماری‌لبون را عهده‌دار بود.